# Verdrag van Sint-Petersburg (1805)

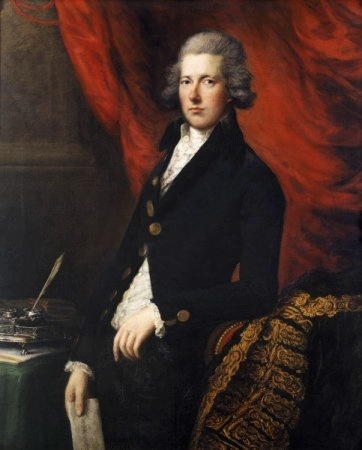
De Britse premier William Pitt de Jongere smeedde een nieuwe coalitie tegen Frankrijk

Het Verdrag van Sint-Petersburg was een verdrag in 1805 tussen het Verenigd Koninkrijk en het Russische Rijk. Het verdrag werd getekend op 11 april 1805 in de Russische hoofdstad Sint-Petersburg.
Hiermee sloten de twee Europese grootmachten een offensief bondgenootschap tegen het Franse keizerrijk van Napoleon. Het was een belangrijke stap in de vorming van de Derde Coalitie tegen Frankrijk en de aanloop naar de Derde Coalitieoorlog, vooral bekend van de Zeeslag bij Trafalgar en de Slag bij Austerlitz.
Een van de geallieerde doelen vastgelegd in het verdrag was de volledige onafhankelijkheid van Nederland, dat destijds gereduceerd was tot Franse vazalstaat, het Bataafs Gemenebest.

## Achtergrond
De Vrede van Amiens, die het Verenigd Koninkrijk en Frankrijk in 1802 hadden gesloten, bleef maar een jaar in stand. Na een Franse invasie van Piëmont verklaarden de Britten in mei 1803 weer de oorlog aan Frankrijk.
In december 1804 sloten de Britten en Zweden een overeenkomst waarmee een nieuwe coalitie tegen Frankrijk vorm begon te krijgen. In april 1805 volgde het Verdrag van Sint-Petersburg tussen de Britten en Russen.

## Het verdrag
Het Verenigd Koninkrijk en Rusland verplichtten zich om een liga van Europese staten in het leven te roepen die gezamenlijk alle conflicten tussen de Europese naties zou oplossen. Hiermee liep het verdrag vooruit op het Congres van Wenen (1814-1815).
De Britten en Russen kwamen verder een aantal specifieke doelen overeen: de volledige onafhankelijkheid van Nederland en Zwitserland (die waren gereduceerd tot Franse vazalstaten); de ontzetting van het door Franse troepen bezette Hannover; de Franse teruggave van Piëmont aan Sardinië en de gehele ontruiming van Italië door de Fransen; en het scheppen van machtige bufferstaten rond Frankrijk.
Het verdrag kwam tot stand vooral door toedoen van de Britse premier William Pitt de Jongere, die een nieuwe coalitie tegen Napoleon wilde smeden. De Britten waren bereid als geldschieters van de oorlog te dienen. Zo beloofden ze de tsaar 1.250.000 Britse pond voor elke 100.000 soldaten die Rusland aan de oorlog zou bijdragen.
De Britten weigerden echter het door hun bezette en ingelijfde Malta af te staan, waardoor tsaar Alexander I besloot het verdrag niet meteen te ratificeren en eerst nog een laatste poging te doen om oorlog met Frankrijk te voorkomen. Alexander stuurde een ambassadeur naar Parijs om te onderhandelen over een vrede die voor Frankrijk veel gunstiger zou zijn dan de eisen van het Verdrag van Sint-Petersburg. Napoleon liet de ambassadeur echter twee maanden wachten op een audiëntie; in de tussentijd lijfde hij de Ligurische Republiek in bij Frankrijk en schiep het Koninkrijk Italië met zichzelf als koning van Italië, en het Vorstendom Lucca en Piombino met zijn zuster Elisa Bonaparte op de troon. De Russische ambassadeur werd teruggeroepen naar Sint-Petersburg en de Derde Coalitie tegen Frankrijk was een feit.
Oostenrijk ondertekende het Verdrag van Sint-Petersburg op 9 augustus 1805 en voegde zich bij de Derde Coalitie. Ook Zweden en Napels voegden zich bij het anti-Franse bondgenootschap.

## Nasleep

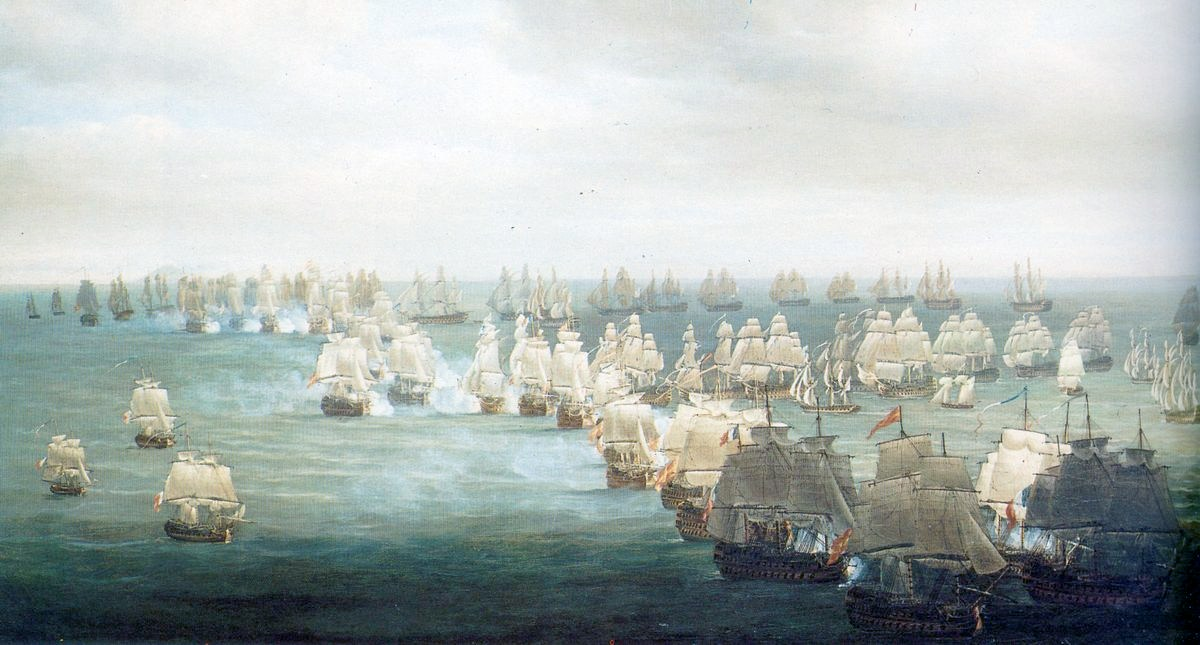
De Zeeslag bij Trafalgar

Napoleon reageerde op het nieuwe bondgenootschap door een nieuw leger van zo'n 150.000 man bij Boulogne-sur-Mer te verzamelen, dat klaar stond voor een invasie van Engeland. Na de Britse overwinning in de Zeeslag bij Trafalgar in oktober blies Napoleon de geplande invasie van Engeland af en stuurde zijn Grande Armée oostwaarts, de Rijn over. Hij versloeg de Oostenrijkers in de Slag bij Austerlitz en bezette de Oostenrijkse hoofdstad Wenen.
Bij de Vrede van Presburg op 22 december stond Oostenrijk Venetië af aan het Koninkrijk Italië, een Franse vazalstaat. Ook stonden de Oostenrijkers Tirol af aan Beieren. Keizer Frans II nam op 6 augustus 1806 afstand van de titel heilige Roomse keizer en ontbond het Heilige Roomse Rijk.
Rusland en het Verenigd Koninkrijk bleven in staat van oorlog met Frankrijk. Een vredesverdrag tussen Frankrijk en Rusland werd gesloten in augustus 1806, maar tsaar Alexander I weigerde het verdrag te ratificeren. De Russen namen deel aan de Vierde Coalitieoorlog tegen Frankrijk maar werden verslagen in de Slag bij Friedland (14 juni 1807). Napoleon en Alexander tekenden de Vrede van Tilsit op 25 juni van dat jaar en werden bondgenoten. De vrede tussen Frankrijk en Rusland bleef in stand tot 1812.